# Murara

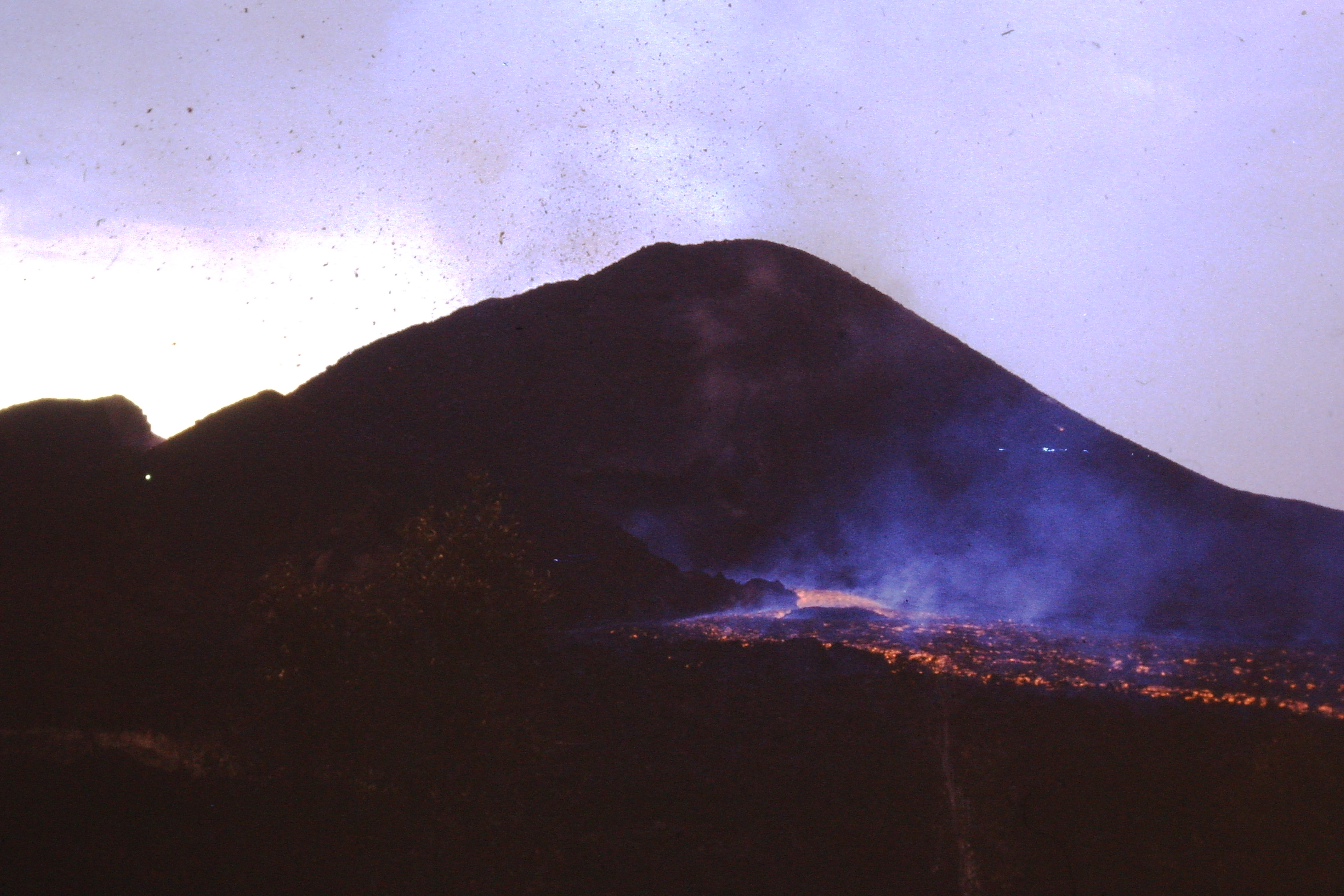
Coulée de lave au premier plan avec le contour du cône de cendre du Murara en arrière-plan.

Le Murara est un petit volcan, souvent considéré comme un cratère secondaire du volcan Nyamuragira, l'un des deux grands volcans des montagnes des Virunga avec le Nyiragongo à la forte activité volcanique.

## Géographie
Le Murara et le Nyamuragira sont situés à l'extrême est de la république démocratique du Congo, à proximité de la frontière rwandaise située au sud-est, au nord du lac Kivu.

## Histoire
Le Murara entre en éruption le 23 décembre 1976 à environ six kilomètres au sud du cratère principal de Nyamuragira. Le 18 janvier 1977, la hauteur du cône est de 150 mètres. Les éruptions du Murara diminuent considérablement après l'éruption du mont Nyiragongo le 10 janvier 1977 et se terminent complètement en avril 1977. Pendant la période des vacances de Noël et du Nouvel An, les autorités du parc national des Virunga organisent un campement temporaire, à quelques centaines de mètres du Murara, afin que les visiteurs puissent observer l'éruption et la coulée de lave. La lave du volcan situé à environ 25 kilomètres au nord de la ville de Goma s'est écoulée dans une zone non habitée au sein du parc des Virunga.
Une éruption volcanique de faible intensité est signalée le 29 mai 2021. Toutefois l'annonce par le gouvernement congolais est une « fausse alerte », s'agissant plutôt d'intenses activités de carbonisation du bois en charbon de bois dont la fumée a été perçue comme une activité du volcan. 